# 演劇の歴史

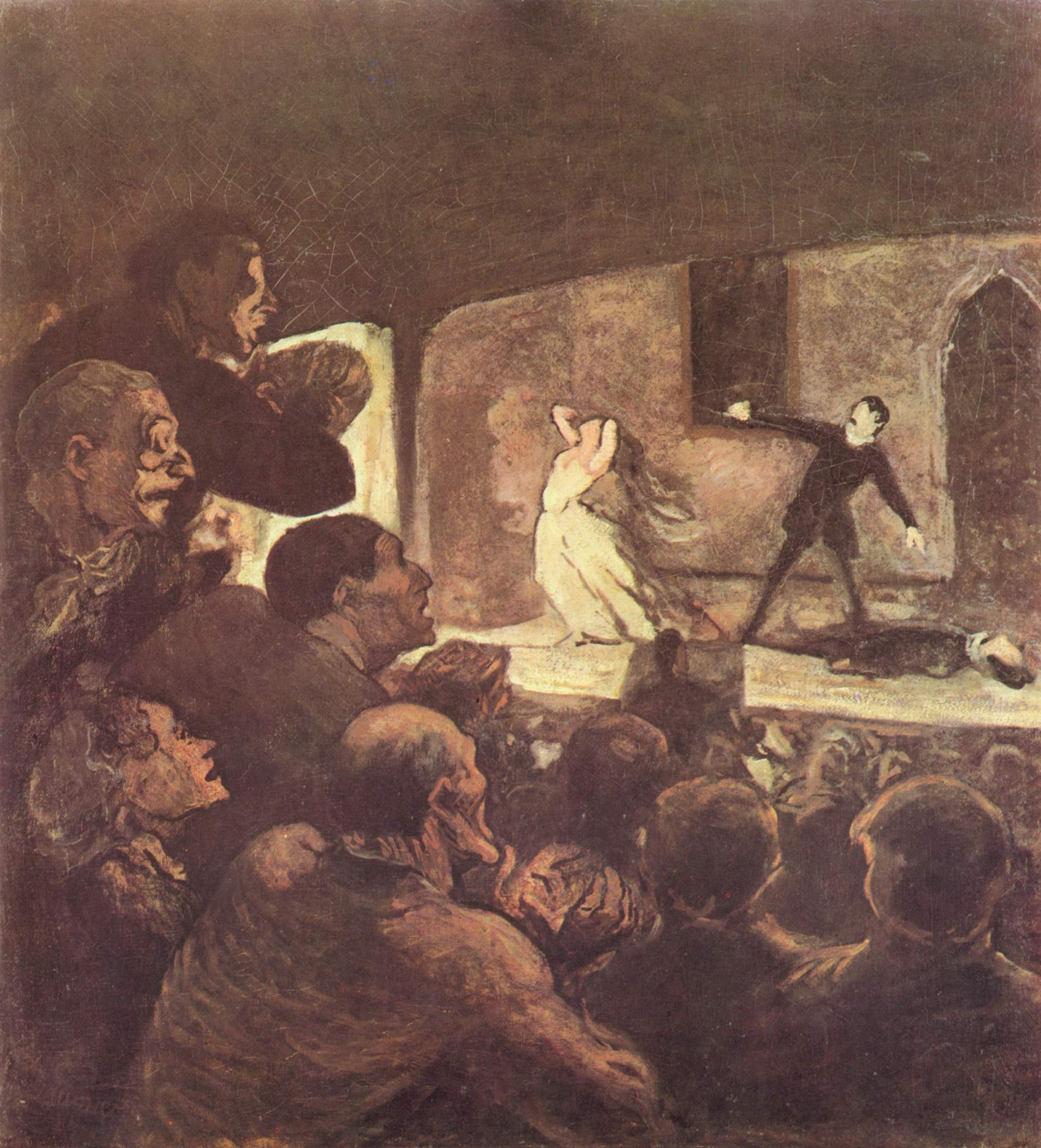
19世紀後半のドイツの演劇

演劇の歴史（えんげきのれきし）では、西洋、アジア、日本における演劇の歴史について、その概要を扱う。

## 西洋

### 古代

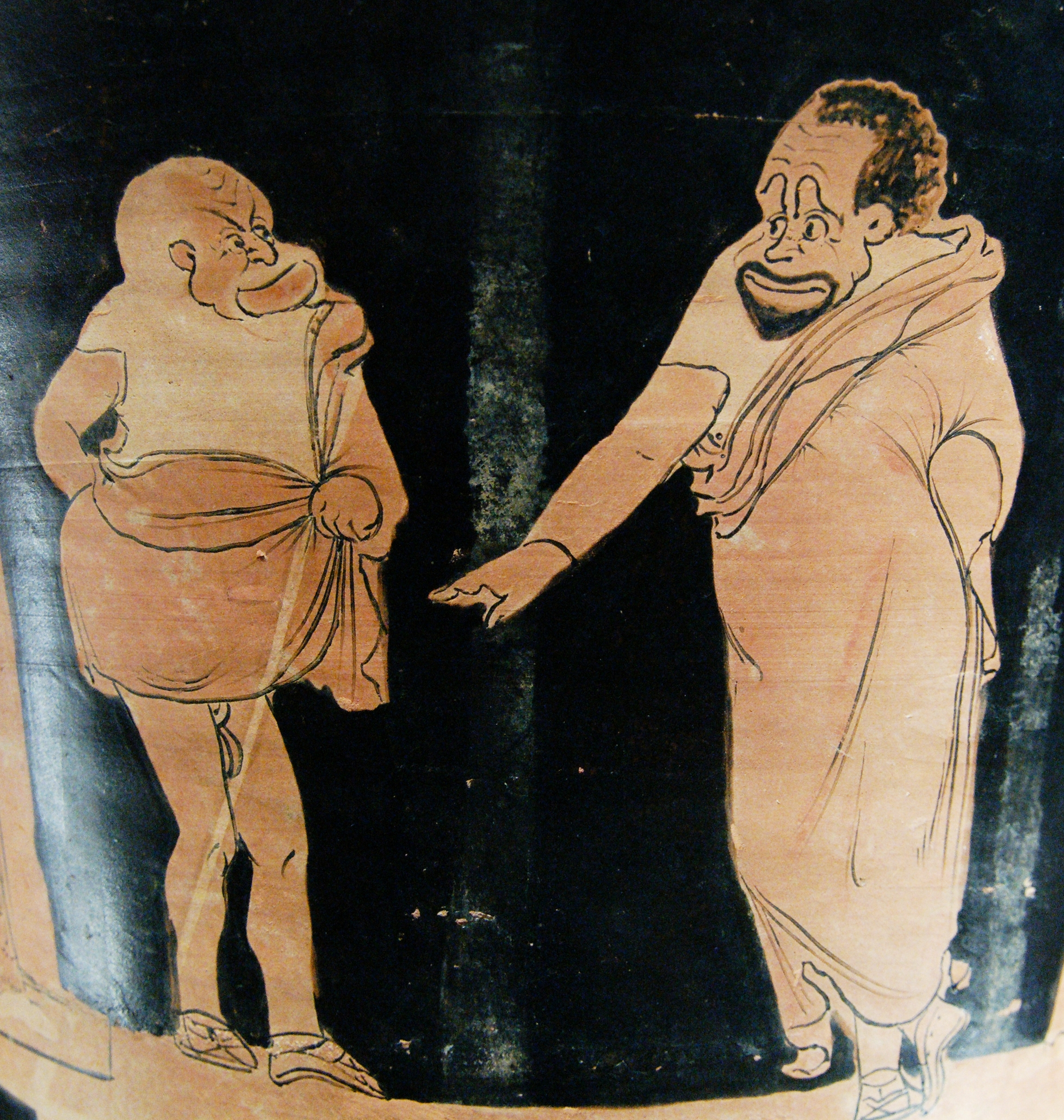
主人と奴隷の役を演じているところが描かれた 古代ギリシアの壺（紀元前350年ころ）。

演劇の正確な起源は分かっていない。一般に、古代の宗教的祭祀が発展したものではないかと考えられている。これに対し、宗教的行為の誕生以前に行われていたであろう遊戯を起源とする説もある。
古代ギリシアでは、紀元前5世紀頃にギリシア悲劇が成立し、巨大劇場で演じられるまでに発達していった。紀元前330年頃、アリストテレスは『詩学』のなかで、ギリシャ悲劇について論じると共に、文献に残る最古のドラマ理論を記した。『詩学』に書かれた理論は、現在もなお西洋演劇に影響を与えている。
古代ローマでは、土着の宗教とギリシャ演劇が融合し、娯楽性の高い劇が栄えていった。悲劇の分野では、前1世紀頃のセネカが、韻文による優れた作品を残している。
- 古代エジプト演劇
- 古代ギリシア演劇
- 古代ローマ演劇
- ギリシャ神話を題材とした文学作品一覧

### 中世
キリスト教が欧州に広まって以降、演劇の内包する批判性・娯楽性が、教会による弾圧の対象となった。演劇は悪と見なされ、ギリシャ・ローマ時代のように、劇場で上演されることがなくなった。この時代は500年以上続く。その間演劇は、旅芸人の出し物や大衆芸能の一つとして語り継がれていった。
10世紀頃になると、ローマ・カトリック教会が布教のため、演劇的様式を取り入れ始めた。聖書の内容を解説するための演劇が、教会によって行われた。これらは聖書の視覚化であり、布教のためにも有益だった。宗教劇は民衆に受け入れられ、民衆自身の手で聖史サイクル劇や神秘劇へと発展していった。その過程で娯楽化が進み、再び教会にとって好ましくないものとなっていった。
宗教劇は、ヨーロッパ各地で執り行われる祭りの一部に、今も痕跡を残している。
15世紀頃には、綿々と受け継がれていた大衆芸能の流れを受け、寓話的な喜劇である道徳劇がイギリスを中心に成立し精神的、ルネサンス期以降、欧州に広まっていった。
- 宗教劇(オラトリオ)
- 典礼劇 - 復活祭劇 - 降誕祭劇
- 受難劇（聖史劇）

- 聖史サイクル劇
- 神秘劇
- 道徳劇
- パジェント

### ルネサンス期
宗教改革以降、人間の世俗的な姿を描く演劇が現れ始めた。また、古代ギリシア語で書かれていたアリストテレスの『詩学』が翻訳され、劇、戯曲の理論化が進んでいった。

#### イタリア
15世紀のイタリアでは、『詩学』を理論の基礎においた新古典主義演劇が生まれた。現代にまで続く様々な演劇の理論や様式が、この時代に形作られた。プロセニアム・アーチと呼ばれる舞台と客席を区切る額縁が生まれたのも、ルネサンス期のイタリアである。16世紀にはオペラが誕生し、独自の発展を遂げていった。
イタリアで発生した新古典主義以外の演劇の潮流としては、仮面即興劇のコメディア・デラルテがある。コメディア・デラルテは幅広い層に支持され、ヨーロッパ各国の演劇人に多大な影響を及ぼした。

#### イギリス

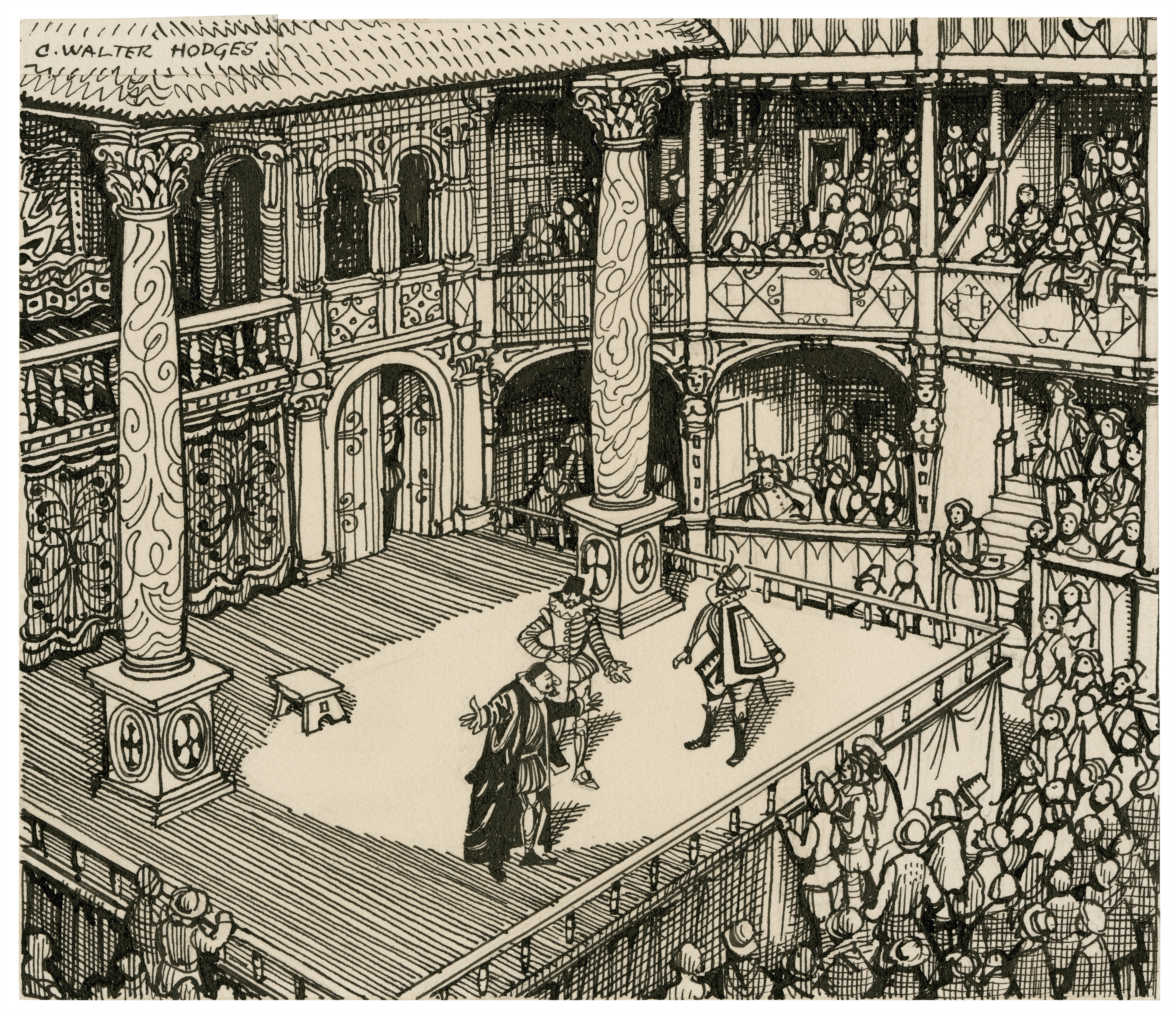
シェイクスピア『ヴェニスの商人』の、かつての上演の様子を再現してみた画

16世紀後半、エリザベス1世の統治時代、ロンドンでは独自の劇場文化が花開いた。新古典主義演劇の観客は貴族が中心だったが、ロンドンの劇場では一般の民衆も貴族も同時に一つの劇場で観劇することが多かった。劇作家は工夫を凝らし、あらゆる階層の人に受け入れられるような戯曲を書く必要があった。
この時代のイギリスでは、クリストファ・マーロウ、ベン・ジョンソン、ウィリアム・シェイクスピアなどの劇作家が活躍した。1640年に起こったピューリタン革命では、劇場は閉鎖・破壊され、ヨーロッパの注目を集めたロンドンの演劇文化はいったん幕を閉じることとなった。この時期のイギリス演劇は「エリザベス朝演劇」と呼ばれている。
1660年に共和制が崩壊し、王政復古の時代に突入すると、演劇の上演も再開されるようになった。この頃のイギリス演劇は、フランス演劇の影響下にあり、上流社会の風俗を喜劇化した「風習喜劇」が生まれた。劇場は、エリザベス朝時代のような張り出し型の舞台ではなく、プロセニアム・アーチを持つものが主流となった。

#### フランス

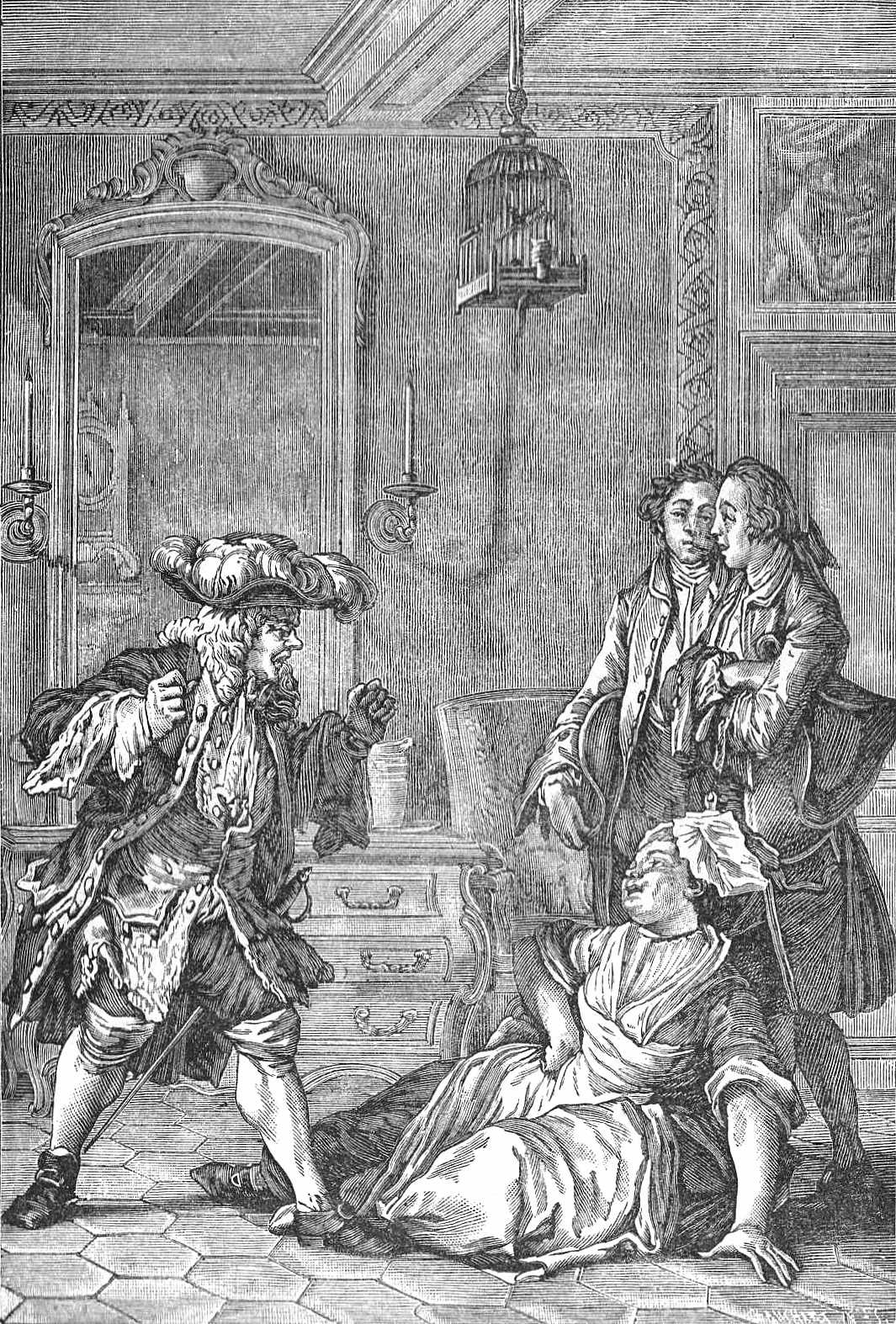
モリエールの『町人貴族』が舞台で演じられている様子 （Moreau le jeune画）

フランスの演劇は、ルネサンス期に萌芽が見られる。エチエンヌ・ジョデルの『囚われのクレオパトラ』（1553年）、ジャン・ド・ラ・ペリューズの『メデイア』（1556年）は、フランス悲劇の最も初期のものである。また、喜劇では、ピエール・ド・ラリヴェらが、イタリア作品の翻訳や翻案を通じて基礎を整えた（フランス・ルネサンスの文学#劇作品も参照のこと）。こうした土台の上に、17世紀以降、本格的にフランス演劇が発展していくのである。
17世紀のフランスでは、コルネイユ、ラシーヌ、モリエールなどの劇作家による作品が人気を集めた。モリエールの死後、ルイ14世の勅命により、モリエールの劇団を中心にコメディ・フランセーズが結成された。同劇団は現在も国立の劇団として活動を続けている（継続して活動している劇団としては世界最古）。

#### スペイン
17世紀前半のスペインは、ティルソ・デ・モリーナ、ロペ・デ・ヴェガやカルデロン・デ・ラ・パルカら劇作家の活躍により、「スペイン演劇の黄金時代」と呼ばれている。ロペ・デ・ヴェガは2000以上の戯曲を執筆したと言われており、観客の感情を揺さぶるドラマ作りを得意とした。このため王侯貴族のみならず、一般民衆にもその劇が受け入れられた。
- 新古典主義演劇
- オペラ
- コメディア・デラルテ
- ファルス
- フランスの古典コメディ
- 三統一の法則
- コメディ・フランセーズ
- エリザベス朝演劇

### 18世紀
17世紀後半から18世紀にかけて、啓蒙思想が思想の中心を占めた。この時代に生まれた理性に基づいて事象を分析する考え方は、やがて根付き、19世紀以降に様々な演劇的成果として結実する。しかしこの時代の演劇そのものは、一部に例外はあるものの、歴史的に見てある種の停滞した状況を示している。
18世紀は俳優の時代とも言われる。演劇は主に俳優を中心に考えて作られ上演された。時には古典劇の戯曲が、演じやすいように、あるいは俳優の好みに合うように書き換えられることもあった。また、演劇のメインストリームが、王侯貴族によって保護された芸術としての演劇から、中産階級を主な観客とする日常の娯楽としての演劇へと、徐々にシフトし始めた時代でもあった。
イギリスでは、革新的・実験的を世に送り出そうとするものよりも、スターを中心に組み立てられた演劇が主流を占めた。このため、この時代は演劇史に名を残す劇作家が非常に少ない。しかし、演劇自体は盛んに行われていた。
ドイツでは、劇作家・啓蒙家のゴットホルト・エフライム・レッシングが戯曲『サラ・サンプソン嬢』を書き、中産階級の生活を描く市民劇の先駆けとなった。また、レッシングは『ハンブルク演劇論』（1767年-1769年）を記し、劇作技術についての新しい演劇論を展開した。
フランスでは劇作家ピエール・ド・マリボーが、フランスの中産階級の生活風景を題材に多くの喜劇を発表した。
イタリアではカルロ・ゴルドーニやカルロ・ゴッツィが、イタリアのコメディア・デラルテを革新しようと試み、フランス喜劇の生活感を描く手法を用いて多くの喜劇を書いた。
- 啓蒙時代

### 19世紀
- 19世紀イギリス演劇
- ロマン主義演劇
- シュトゥルム・ウント・ドラング
- メロドラマ
- ウェルメイド・プレイ
- 自然主義演劇
- リアリズム演劇
- ロシア演劇
- レーゼドラマ （クローゼット・ドラマ）
- 客間喜劇

#### 20世紀以降
- 映画、テレビドラマ、ラジオドラマ
- 20世紀イギリス演劇
- 表現主義演劇
- シュールレアリズム演劇
- ベルトルト・ブレヒトの叙事的演劇
- 不条理演劇
- 実験演劇
- 即興劇
- ミュージカル
- ワークショップ
- ドラマ・リーディング

## 日本

### 起源
縄文時代の出土遺物には装飾的な縄文土器など祭祀に関係する遺物や呪術的な装身具が出土しており、装身具のなかには土製仮面など演劇の起源に関する可能性のある遺物が存在している。縄文祭祀や土製仮面の使用用途は不明だが、人間の顔の大きさをしているところから、実際に着用され、なんらかの目的で使われたのではないかと見られている。これらは日本列島における演劇の起源を示す資料のひとつとして扱われている。
文献資料においては、古代に成立した『古事記』や『日本書紀』には、演劇的行為についての記述がある。これらは演劇の起源を示す証拠とはならないが、古代において演劇的行為が、宗教や政治とどのように結びついていたかを示す資料とされている。
危機における岩戸隠れのエピソードでは、伏せた桶の上でアメノウズメが踊っている。山幸彦と海幸彦では、苦難の末に海幸彦を屈服させた山幸彦が、海幸彦を「俳優（わざをぎ）の民」とすると宣言し、滑稽な物真似芸を演じさせている。前者のアメノウズメノミコトは、演劇と言うよりも舞の一種である神楽の起源とみなされている。後者はより演劇的なエピソードであり、古代社会において芸能が、神や支配者を楽しませるもの、奉納するものとしての要素があったことを示している。
例えば『六国史』として知られる歴史書には、各地の様々な芸能を、大和朝廷にて天皇が観覧したとの記述が度々出てくる。政治・祭祀の中心地に集積されていったそれらの芸能は、互いに融合したり、独自の発展を遂げるなどしていった。

### 古代から中世
古代日本は朝鮮半島や中国大陸からもたらされる文化の影響を受けて発展した。演劇においても古来伝わるものに大陸の文化を加えて独自に発展していった。それらには推古天皇のときに伝わったとされる伎楽や奈良時代に伝わったとされる散楽がある。散楽は奈良時代には朝廷の組織として「散楽戸」が置かれるなど、朝廷の保護下にあった。
平安時代になると散楽戸は廃止されるが、芸能自体が廃れたわけではなく、むしろ在野で独自の発展を遂げ、猿楽となったという。
またこの頃には田楽や延年も発達し、相互に影響を与えながら発展していったものとみられる。もとは大衆の間で演じられていたこれら芸能も、平安後期から鎌倉時代になると専門の演者集団が座を組織するようになり、大規模化していった。そのような中で大和猿楽の一座から観阿弥・世阿弥が出て、今日に伝わる能（能楽）として完成されるのである。以下、能の歴史については「猿楽」の項目が詳しい。

### 近世から近代
江戸時代になっても引き続き能は演じられていたが、上級武士の嗜む芸術という色を濃くしていた。
近世期には貨幣経済の浸透や都市の発達に伴い庶民が需要した文芸や美術が発達し、演劇では歌舞伎と人形浄瑠璃が発達した。出雲阿国が始めたとされる歌舞伎と、中世に現れた三味線を使った芸である浄瑠璃が人形劇と結合した人形浄瑠璃は、社会的に安定期にあった江戸時代において発達し、浄瑠璃作家も出現し社会的背景を反映させた作品も手がけている。
明治時代になると、西洋の文化が日本にも流入してきたため、江戸時代から続く歌舞伎の様式は古臭いものとされるようになった。そのため歌舞伎界の内部では演劇改良運動が起こった。このほか、歌舞伎ではない新しい演劇としての新派演劇が生まれた。日本では1880年代になると、言文一致運動などソフト面での文明開化の運動が勃興する。1884年（明治17年）、速記本である『怪談牡丹燈籠』が刊行されており、三遊亭圓朝の演述を記録した。1885年（明治18年）には坪内逍遥が『小説神髄』を著し、日本の近現代文学史の本格的な始まりを告げており、1887年（明治20年）、二葉亭四迷が『浮雲』を著す。日本の近代的な小説の嚆矢となっていたが、演劇としても1886年（明治19年）には、歌舞伎の近代化を志向した演劇改良会が結成され、1888年（明治21年）、角藤定憲らが大日本壮士改良演劇会を結成する。1889年（明治22年）には、歌舞伎座が開場する。
坪内逍遥はシェイクスピア戯曲の翻訳や歌舞伎演目『桐一葉』の創作、森鷗外との没理想論争など明治期の文芸演劇界で幅広く活躍した。演劇改良運動に取り組んでいた九世市川團十郎との初対面では、『ハムレット』を引き合いに出して、西洋演劇におけるエロキューションの効能を紹介している。

1891年（明治24年）、伊井蓉峰が依田學海の後援を得て、男女合同改良演劇・済美館を興す。これは寛永6年（1629年）に女性芸能が禁止されて以来、262年ぶりに男女共演が実現したもので、千歳米坡が女優として公演した。同年、坪内逍遥が東京専門学校（現：早稲田大学）の文学部において、朗読の研究会を開催する。脚本には饗庭篁村の新作院本が採用された。また、朗読法を巡って森鷗外と逍遥の間で論争が起こる。坪内は1906年（明治39年）には島村抱月らと文芸協会を設立している。
1900年（明治33年）には、新派劇の父である川上音二郎の一座が欧米を洋行し、翌1903年（明治36年）には正劇運動と称して、『オセロ』、『ハムレット』、『ヴェニスの商人』などの翻案劇を上演する。せりふとしぐさを主とするストレートプレイは新劇運動の萌芽となった。1905年（明治38年）、中村翠娥、市川九女八、千歳米坡、若柳燕嬢らが女優大会を興行する。1906年（明治39年）、市川九女八、若柳燕嬢らが女優学校を設立。1908年（明治41年）、川上貞奴が帝国女優養成所（後：帝国劇場付属技芸学校）を、藤沢浅二郎が東京俳優養成所（後：東京俳優学校）を設立した。
20世紀にはより芸術志向を強くした新劇が小山内薫らにより始められ、西洋的な演劇思想に基づいて盛んに活動した。例えば、1909年（明治42年）になると、小山内と市川左團次らが自由劇場を設立。同年、男女共学の文芸協会付属演劇研究所が設立されている。
1911年（明治44年）、帝国劇場が開場する。同年5月には、文芸協会がシェイクスピア戯曲『ハムレット』を上演した。日本初の全幕上演となった本公演には夏目漱石も招待されたことが知られる。11月には、イプセン戯曲『人形の家』が上演されている。好評を博した新劇女優の松井須磨子は、文芸協会付属演劇研究所の1期生であった。また、2期生からは新国劇の創設者となる澤田正二郎が輩出されている。1913年（大正2年）には、島村抱月と松井須磨子が芸術座を結成する。1914年（大正3年）の第3回公演では、抱月の再脚色においてトルストイの小説『復活』を上演した。須磨子が歌唱した劇中歌『カチューシャの唄』はレコード販売もされ、近代日本初の流行歌となった。同盤には歌唱だけでなく第三幕の科白の一節も収録された。そして同年10月、シェイクスピア戯曲『アントニーとクレオパトラ』が抱月の改作により上演され、公演後には出演者が録音スタジオに集まり舞台の粋を収録している。これは科白のみのオーディオドラマであり、12月には「沙翁劇『クレオパトラ』」として発売された。
関東大震災後には築地小劇場が建設され、後の東京大空襲で消失するまでの間、新劇界の中心であり続けた。
また、大正時代・昭和時代にはほかに、宝塚少女歌劇団や松竹少女歌劇団といった少女歌劇が発足された。
1928年（昭和3年）、小山内薫が急逝すると、今後の方針から築地小劇場が分裂し1930年（昭和5年）、新興芸術派倶楽部が結成されている。芸術価値の自律性を擁護して小林秀雄、神西清、そして前年の昭和4年（1929年）に結成された劇団「蝙蝠座」からは今日出海など32名が参加した。なお、蝙蝠座の院外団員は小林の他に菊池寛、岸田國士も参加していた。
この頃（おもに1930年代）に活躍していた者として舞台女優の飯島綾子が挙げられる。彼女はラジオドラマのほかに日本舞踊家や歌手（流行歌・歌謡曲・童謡オペレッタ）としても多彩な活動をしていた。
1933年（昭和8年）、文部省が国定教科書である小学国語読本において、劇教材を導入する。国語科の編纂方針では、「国語教育と劇との関係は、非常に大切であり、是が効果もあらゆる方面から見て重要性を持つてゐる」との見解が反映された。また、義務教育の最終学年度では、シェイクスピア戯曲『リア王』が採用されている。同年、坪内逍遥がシェイクスピア戯曲の改訳を行う。1935年まで刊行した。

### 現代
戦後、日本の復興に合わせて文学座、劇団民藝、劇団俳優座などの新劇が復興していった。1948年（昭和23年）に劇団俳優座の創設者の一人である千田是也が戦前の路線の見直しの一環として、岸田國士らの「劇作派」の上演を開始している。千田は創作劇研究会の第1回試演において、「私どものような築地時代に翻訳劇ばかりで育つて来たものには、日常的なリアルな生活動作の中に心持ちを盛る芝居の勉強ができていず、大いに『物真似』の練習をしなければいけない」と表明している。同年には劇団民藝の創設者の一人となる滝沢修が『俳優の創造』を発表する。滝沢は「『新劇調』といふのは」と題した項目において、自らの芸風をアマチュア芸から遠く出ない青臭さであると断じ、「輸入文化が伝統に根ざしていないと同じに、それを浅く漁って満足していた私たちの足が、本当に生活者として地についていなかったからである。」と表明した。1949年（昭和24年）、文学座の創設者の一人である岩田豊雄（獅子文六）の計らいにより、加藤道夫、芥川比呂志らの麦の会が合流する。岩田は座員の芸に安易なものが生まれかけ、若い世代もそれに倣う危険から揺り戻す必要が生じたと論じ、「どうも彼等は、日常的なセリフやシグサには長じているが、想像力を伴わなければならぬ演技は、ひどく不得手に見えた」との見解を示した。1950年（昭和25年）、岸田國士が文学立体化運動を提唱し、雲の会を主宰する。会員の三島由紀夫は、「自由劇場以後の日本の新劇は、大ざつぱにいふと、築地小劇場の飜訳劇中心主義から、左翼演劇への移りゆきとともに、技術的基礎づけに誤差を生じ、また政治的偏向を生んだ」と指摘した。そして、築地小劇場論争以来の混迷を正常化する最初の機会として、今回の文壇、劇壇の連帯の意義を説いていた。
1951年（昭和26年）、雲の会の一箇年の活動を振り返る座談会が開催され、機関紙である『演劇』が掲載している。文壇側からは鉢の木会のメンバーでもあった神西清、中村光夫、大岡昇平、福田恆存、三島由紀夫が選出された。「劇壇に直言す」として、新劇独自の固定観念を指摘し、既成新劇への問い直しを求めている。劇壇側からは内村直也、田村秋子、千田是也、杉村春子、菅原卓が選出された。「『直言』に答う」として、反省する点を認める一方、俳優術による演劇表現のアカデミズム確立や現代劇の樹立を重視する意見が出されている。これを受けて『演劇』は、会員の小林秀雄と福田恆存の対談を企画した。その中では声音メディアの未来への示唆も語られている。
1955年（昭和30年）、福田恆存が翻訳と演出を担当して、『ハムレット』を上演する。ハムレット役は芥川比呂志が担当した。当時の福田は文学座の文芸部員でもあり、幹事の岩田豊雄が新劇が傾倒する近代劇の在り方に疑問を持つようになっていた事から、上演を後援した。舞台芸術として最高度の文学性と演劇性を両立したという評価から、「シェイクスピアに還れ」とした基調は、後の新劇運動の方針にも反映された。また、札幌放送劇団に所属していた若山弦蔵はこの公演を観劇し、演技のヒントを得たことを明かしている。
1960年代以降は小劇場を中心として新しいスタイルの演劇を模索する者も現れ、これらが次第に新劇を（語義に反して）古臭い演劇という立場へ追いやっていった。その嚆矢となったのが唐十郎、佐藤信、鈴木忠志、寺山修司に代表さられるアングラ演劇であろう。同時期に別役実は不条理演劇を導入し、清水邦夫と蜷川幸雄が結成した現代人劇場もムーヴメントとなった。また1970年代以降は蜷川幸雄の演出、井上ひさしの作品も話題を呼ぶ。また、つかこうへいが一時代を築いた。
1967年（昭和42年）、放芸協の常務理事・久松保夫が『テアトロ』に『俳優ユニオンの提唱--劇団経営の合理化を含めて』を寄稿する。
1968年（昭和43年）、文部省の外局として文化庁が設置されている。初代長官には今日出海が就任した。
1980年代、学生運動が下火になるような社会情勢のもと、演劇界にも新しい風が吹いた。野田秀樹、鴻上尚史、渡辺えり子らいわゆる第三世代の登場である。学生劇団を出発点とする彼らの作り出す新しい演劇は一般の人気を博し、「小劇場演劇」と呼ばれながらも実際はかなり大きな劇場で上演されていた。そのようなブームは一時で去ったものの、その後も80年代から90年代にかけては三谷幸喜、平田オリザ、宮本亜門、松尾スズキら、また21世紀に入っても岡田利規、三浦大輔、前田司郎など次々と新しい才能が脚光浴び、日々新しい演劇が生まれている。
雑誌ユリイカ2005年7月号第37巻7号では、「特集 この小劇場を観よ!」という特集が組まれ、阿佐ヶ谷スパイダーズ、イマージュオペラ、うずめ劇場、Ort-d.d、KATHY、クアトロ・ガトス、グラインダーマン、黒沢美香、劇団PINK TRIANGLE、劇団フライングステージ、劇団本谷有希子、コンドルズ、身体表現サークル、男子はだまってなさいよ!、丹野賢一、デス電所、鉄割アルバトロスケット、dots、ニットキャップシアター、庭劇団ペニノ、野鳩、BATIK、発条卜、ペンギンプルペイルパイルズ、ほうほう堂、boku-makuhari、ポツドール、遊園地再生事業団が挙げられた。また、同雑誌2013年1月号第45巻1号では、同じ特集が組まれ、悪魔のしるし、飴屋法水、東京デスロック、維新派、dracom、ニブロール/ミクニヤナイハラプロジェクト、岡崎塾術座、神村恵、ハイバイ、バナナ学園純情乙女組、快快、KUNIO、毛皮族/財団、江本純子、劇団·解体社、けのび、FUKAI PRODUCE、Port B、マームとジプシー、ままごと、KENTARO!!、マレビトの会、村川拓也、木ノ下歌舞伎、contact Gonzo、さいたまゴールドシアター、相模友士郎、サンプル、山下残、高嶺格、ロロ、渡辺源四郎商店が挙げられた。なお、ARICA、イデビアン・クルー、毛皮族、五反田団、シベリア少女鉄道、チェルフィッチュ、地点、手塚夏子、中野成樹＋フランケンズ、珍しいキノコ舞踊団、指輪ホテルは2005年版、2013年版共に選出された。